# Legend (brytyjski kanał telewizyjny)
Legend (wcześniej The Horror Channel, Zone Horror I Horror Channel) – anglojęzyczny kanał filmowy, emitujący filmy gatunku horror. Swój program nadaje 24 godziny. 
Kanał ten jest dostępny jako FTA, co oznacza, że jest niekodowany oraz dostępny bezpłatnie na brytyjskiej platformie Sky Digital. W Polsce można go odbierać z satelity Eurobird 1 (28.5 stopnia E).